# Raión de Gráivoron
El raión de Gráivoron (ruso: Грайворо́нский райо́н) es un distrito administrativo (raión) ruso perteneciente a la óblast de Bélgorod. Su forma de autogobierno local es desde 2018 la de ókrug urbano (Грайворо́нский городско́й о́круг), albergando su territorio un único ayuntamiento con sede en la capital distrital homónima. Se ubica en el suroeste de la óblast.
En 2021, el raión tenía una población de 26 857 habitantes, de los cuales 6179 viven en la ciudad de Gráivoron. Los otros 20 678 habitantes se reparten en cuarenta pedanías, de las cuales las más pobladas son Golóvchino (de unos cuatro mil seiscientos habitantes) y Gora-Podol (de unos mil ochocientos habitantes).

## Situación militar desde 2022
El raión es fronterizo al sur y oeste con Ucrania, y su frontera amplia y llana resulta muy fácil de penetrar en caso de un ataque de tropas procedentes del territorio ucraniano. Debido a ello, este territorio se ha convertido en uno de los lugares más peligrosos de Rusia desde que comenzó la invasión rusa de Ucrania de 2022. El fácil acceso fue aprovechado en 2023 por la Legión Libertad de Rusia y el Cuerpo de Voluntarios Rusos para llevar a cabo una incursión sobre el territorio ruso. La zona volvió a ser objeto de una nueva incursión en 2024. Esto ha provocado una situación de pánico en el área y numerosos vecinos se han desplazado a otras zonas más seguras de Rusia; debido a ello, los datos demográficos antes expuestos podrían considerarse muy desactualizados, si bien el caos impide por el momento conocer hasta cuánto ha descendido la población.